# Вой (фильм)
«Вой» (англ. The Howling) — фильм режиссёра Джо Данте. Экранизация одноимённого произведения 1977 года, автор которого — Гэри Брэнднер. Приз МКФ.

## Сюжет
Совершаются многочисленные убийства женщин. Маньяком оказывается некий Эдди, который просит о встрече с журналисткой Карен Уайт. Они встречаются, но при виде своего внезапно трансформирующегося в ужасного монстра собеседника Карен пугается и начинает звать на помощь. Эдди убивает подоспевшую полицию. После перенесённого нервного срыва журналистка просит помощи у доктора Ваггнера, и тот советует ей поехать с мужем в странную коммуну в Калифорнии. Все жители подозрительно миролюбивы и доброжелательны. Но однажды в лесу на Билла, супруга главной героини, нападает таинственное существо, похожее на огромного волка, которое оставляет царапину на теле. После этого он начинает странно себя вести. Карен начинает замечать, что местные жители скрывают что-то. Тем временем Билл стремительно забывает о своей жене и заводит роман с местной жительницей. В посёлке начинают исчезать друзья и приезжие, в лесу затем находят их растерзанные тела. Карен понимает, что все события и местные жители как-то связаны между собой, и начинает тайно следить за ними. К своему ужасу журналистка узнаёт, что Ваггнер является предводителем стаи оборотней, которыми являются жители поселения, доктор специально завел семейную пару сюда, чтобы обратить их и принять в стаю. Крис Хеллоран и его подруга Терри расследуют преступления Эдди и узнают, что он является оборотнем, Эдди убивает Терри. Крис, вооружившись серебряными пулями, убивает маньяка и приезжает на помощь к Карен. Они поджигают сарай с оборотнями и уезжают. Чудища начинают погоню за Карен, им удается бежать, но, к несчастью, Карен успевают сильно ранить когтями в спину. В конце фильма Карен, чтобы доказать миру существование оборотней и их опасность, выступая в программе на телевидении, превращается в оборотня и Крис расстреливает её на месте.

## В ролях
- Ди Уоллес — Карен Уайт
- Патрик Макни — доктор Джордж Ваггнер
- Деннис Дуган — Крис Хэллоран
- Кристофер Стоун — Эр Уильям Нилл
- Белинда Баласки — Терри Фишер
- Кевин Маккарти — Фред Фрэнсис
- Джон Кэррадайн — Эрл Кентон
- Слим Пикенс — Сэм Ньюфилд
- Элизабет Брукс — Марша Квист
- Роберт Пикардо — Эдди Квист
- Марджи Имперт — Донна
- Нобл Уиллингем — Чарли Бартон
- Джеймс Мартов — Джерри Уоррен
- Джим МакКрелл — Лью Лэндерс
- Кеннет Тоби — полицейский
- Дик Миллер — Уолтер Пэйсли
- Мешак Тейлор — Shantz

## Награды
- Фильм был награждён премией «Сатурн» как лучший фильм ужасов 1981 года[2].
- Номинация на премию «Сатурн» за лучшие спецэффекты.
- Номинация на премию «Сатурн» за лучший грим.